# Carmanian (Schiff, 1897)
Die Carmanian war eine 1897 gebaute Dreimastbark, die unter britischer, später norwegischer Flagge fuhr und 1916 im Ersten Weltkrieg von einem deutschen U-Boot versenkt wurde.

## Bau und technische Daten
Das Schiff, benannt nach der antiken persischen Provinz Kerman, lief am 19. April 1897 mit der Baunummer 107 bei der Werft von R. Williamson & Son in Workington (England) vom Stapel. Rumpf und Deck waren aus Stahl. Das Schiff war 79,2 m lang und 11,8 m breit und hatte voll beladen 7,2 m Tiefgang. Es war mit 1867 BRT und 1706 NRT vermessen und hatte eine Tragfähigkeit von etwa 3000 t.

## Schicksal
Das Schiff fuhr zunächst für seine Erbauer R. Williamson & Son. Seine Jungfernfahrt begann am 8. Juli 1897 in Liverpool und ging nach Melbourne (Australien). Danach kehrte es nach London zurück und fuhr in der Folge auf wechselnden Routen, u. a. zwischen London, New York, Sydney, Hongkong, San Francisco, Queenstown (Irland) und anderen britischen Häfen.
Die Carmanian wurde 1903 an E.F.&W. Roberts in Workington verkauft. Im August 1910 erfolgte ein Weiterverkauf an Kornelius Olsen in Stavanger (Norwegen), und das Schiff wurde unter Beibehaltung seines Namens in Stavanger registriert.

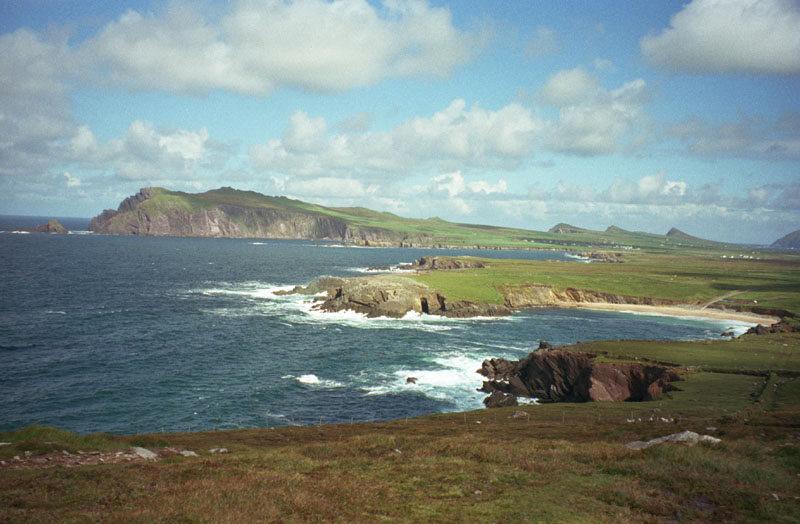
Westküste der Dingle-Halbinsel

Am 25. April 1916 wurde es etwa 55 Seemeilen vor der Westküste Irlands von dem deutschen U-Boot U 19 unter Kapitänleutnant Raimund Weisbach aufgebracht. Nachdem die Besatzung in ihre zwei Rettungsboote gegangen war, versenkte U 19 die Carmanian durch Artilleriefeuer auf der Position 50° 16′ N, 12° 2′ W. Eines der zwei Rettungsboote kenterte beim Verlassen des Schiffs, und die drei Insassen ertranken. Das zweite Boot, mit dem Kapitän und neun Mann an Bord, erreichte die irische Kliffküste am Westende der Dingle-Halbinsel bei Ballynabuck, wo die Männer von Einwohnern mit Klippenleitern geborgen wurden. Einer der Überlebenden war der 16-jährige Schiffsjunge Thore Horve, der später zum Vizeadmiral und Befehlshaber der norwegischen Kriegsmarine aufstieg.